# Samuel Tuke

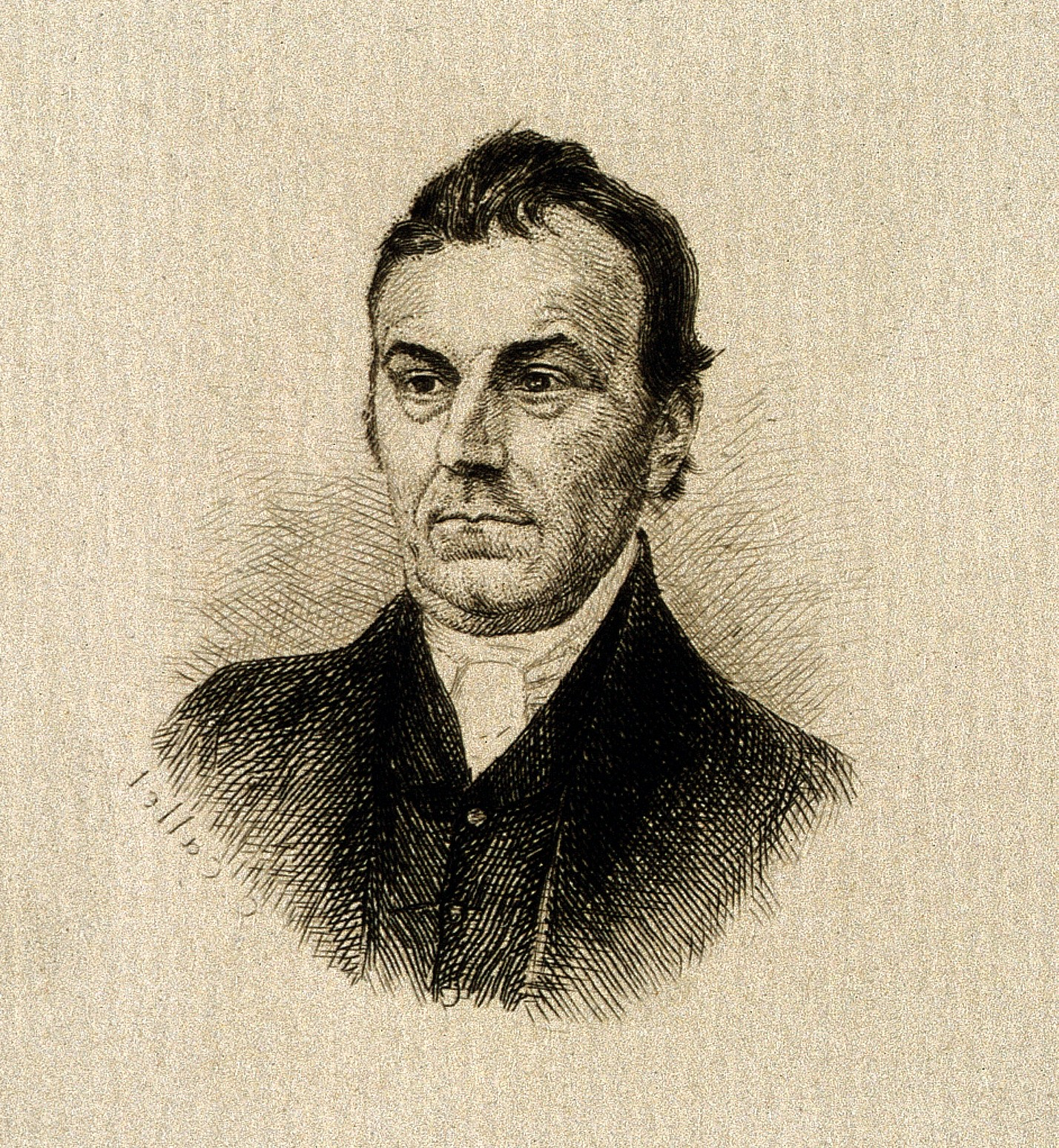
Samuel Tuke

Samuel Tuke (* 31. Juli 1784 in York, England; † 14. Oktober 1857) war ein Quäker, Philanthrop und Reformer psychiatrischer Anstalten in England.

## Leben und Familie
Tuke wurde in eine Quäkerfamilie geboren. Er war der Sohn von Henry Tuke und der Enkel von William Tuke, der die Anstalt York Retreat gegründet hat. Samuel Tukes Söhne James Hack Tuke und Daniel Hack Tuke waren auch in humanitären Angelegenheiten aktiv. Die Anstalt York Retreat existiert heute noch und dient der psychischen Gesundheitsfürsorge der Bevölkerung von York und der Umgebung.
Samuel Tuke wurde auf dem Quäker-Friedhof innerhalb des Krankenhausgeländes begraben. 

## Werk
Tuke hat außerordentlich viel zur Verbesserung der Bedingungen in den Irrenanstalten beigetragen, wobei er sich vor allem dem York Retreat gewidmet hat. Die Behandlungsmethoden, die dort angewendet wurden, hat er in seinem Buch „Description of the Retreat“ beschrieben.
In Description of the Retreat bezeichnet Tuke die Retreat-Methoden als Moralische Behandlung, die in der französischen Psychiatrie traitement Moral genannt wurde. Seine Referenzen stammen von Jean-Baptiste Pussin (1746–1811) und Philippe Pinel aus Frankreich, die sich mehr auf die Moral im Sinne der Gefühle und der Selbstachtung, aber nicht auf die Moral im Sinne von Recht und Unrecht bezogen. Samuel Tukes weitere Werke sind Practical Hints on the Construction und Economy of Pauper Lunatic Asylums (1815).